# Mayflower (Arkansas)
Pour les articles homonymes, voir Mayflower (homonymie).
Mayflower est une ville située dans l’État américain de l'Arkansas, dans le comté de Faulkner.